# Ахмади, Ахмадреза
Ахмадреза Ахмади (перс. احمدرضا احمدی‎, 20 мая 1940, Керман — 11 июля 2023, Тегеран) — иранский поэт и сценарист. Он был одним из видных деятелей «поэтического движения Новой волны» в Иране.
Ахмади родился в 1940 году в Кермане, Иран. Он переехал в Тегеран в 1948 году. В Тегеране он посещал школу «Адаб». Затем, в 1954 году, поступил в Дар ул-Фунун. По словам Ахмади, писатель Абдоррахим Ахмади (его племянник по материнской линии) и Мохаммад Ширвани (его учитель в Дар ул-Фунун) сыграли важную роль в развитии его любви к литературе.
Первая книга стихов Ахмади, «Тарх», была опубликована в 1962 году. Его поэзия восходит к французскому сюрреализму и американским имажистам, особенно таким поэтам, как Сен-Жон Перс, Поль Элюар, Луи Арагон и Эзра Паунд.
Ахмади умер 11 июля 2023 года в возрасте 83 лет.